# 花帔阿獺
《花帔阿獺》是一部2017年臺灣3D短篇動畫電影，以金門特有的歐亞水獺棲地為背景，由楊仁賢執導，石昌杰監製，並獲金門縣文化局贊助拍攝。2017年9月29日在金門金獅影城舉辦首映會。動畫特別邀請前總統夫人周美青為其中一角擔任配音員。

## 續集
續集《花帔阿獺2》於2019年4月20日在金獅影城舉行全國首映會。
《花帔阿獺3》原訂2021年5月舉行首映會，但因為嚴重特殊傳染性肺炎疫情而暫停，在疫情減緩後改以校園巡演模式上映。

## 外部連結
- 《花帔阿獺》官方Facebook頁面